# 国際シンボルマーク

国際シンボルマーク

国際シンボルマーク（こくさいシンボルマーク、障害者のための国際シンボルマーク、ISA: 英語: International Symbol of Access）は、広く各種障害のある（障害者に限らず高齢者やケガ人なども含む）人々が利用できる建築物や施設であることを示す世界共通のピクトグラムである。

## 概要
青い四角に白で車椅子に人が乗っている様子がデザインされており、俗に車椅子マークとも呼ばれるが、車椅子使用者や肢体不自由者のみならず全ての障害者を対象としている。
国際リハビリテーション協会(RI)の委員会である「機器とアクセシビリティーに関する国際委員会」(ICTA)によって維持され、国際規格ISO 7001（公共情報シンボル）にも採用されている。日本国内では1983年に図形が商標登録され、公益財団法人日本障害者リハビリテーション協会により管理されている。
内閣府では英語の"International Symbol of Access"に近い「障害者のための国際シンボルマーク」と表記しているが、図形の商標権を持つ日本障害者リハビリテーション協会では"of Access"を抜かして「国際シンボルマーク」と呼称している。

## 機能
ISAは、特に車椅子利用者のためのアクセスが改善された場所でよく見られるが、その他の障害を持つ人に対する改善が行われた場所でも使用される。高齢者、ベビーカーを使用する親、旅行者など助けるための環境障壁（段差など）の除去を示すためにも頻繁に使用される。ユニバーサルデザインは、ほぼすべての利用者がアクセスできる製品や施設を作ることによって、最初からそのようなシンボルマークをつけなくても良くすることを目指している。
ISAは以下のような場合に使用される。
- 障害者が使用する自動車のために確保された駐車スペースの表示。
- 車椅子などの利用を考慮したトイレの表示。
- 自動ドアを作動させるためのボタンの表示。
- 路線図や地図などにおいて、アクセス可能な乗換駅や乗り物の表示。
- アクセス可能な車両を使用する乗継ルートの表示。

なお、障害者が利用できる建物・施設・車両等のためのマークであって、単に障害者が利用している車両を示すマークではない。そのような用途の場合、日本では身体障害者標識や聴覚障害者標識などを使用する。

## 歴史
ISAは、1968年にデンマークの学生スザンネ・コエフォード(Susanne Koefoed)によってデザインされた。スカンジナビア学生組織(SDO)が設置した急進的デザイン会議で初めてスケッチされた。このグループはストックホルムの芸術デザイン学校コンストファックで夏期の勉強会を開催し、ワークショップセッションと大規模な講義の時間を交互に行った。これらの講義では、アメリカのデザイナー・教育者であるビクター・パパネックによって方針が打ち出された。彼がこの時期に行った執筆においても、身体・精神障害者を、新たな注意を必要とする人物として想定していた。パパネックがコエフォードと出会ったという証拠はないが、彼の影響は最初にISAがデザインされたセミナーに広がった。コエフォードは、SDOセミナー終了後に開催された1968年7月の展示会で、このシンボルマークの初期のバージョンを発表した。コエフォードがデザインしたシンボルマークは、だれも乗っていない車椅子を表現したものだった。このシンボルマークは、翌年までにスウェーデン周辺で広く宣伝された。
スウェーデンの新しい身体障害者研究所所長のカール・モンタン(Karl Montan)も、このシンボルマークを国際リハビリテーション協会(RI)に推薦した。 RIの「機器とアクセシビリティーに関する国際委員会」(ICTA)委員長でもあったモンタンは、ダブリンで開催される1969年の大会のシンボルマークを策定する特別委員会をRIに依頼した。モンタンのグループは6つのシンボルマークから選択するように求められた。コエフォードのシンボルマークが提示されたとき、何人かのメンバーは、それがあまりにも簡素で判読不能であると主張した。モンタンは「シンボルマークのわずかな不便さは、それが一様な太い線であることである。これにより、文字によるモノグラムのような印象を与えている。シンボルマークに「頭」が付いてれば、この不便は解消される。」と述べた。そして、元のデザインに手を加えて、座席の上部に円形を追加し、人が座っているような印象を与えるようにした。

## 修正ISA

修正ISA

一部の障害者活動家は、ISAの修正を主張している。サラ・ヘンドレン(Sara Hendren)とブライアン・グレニー(Brian Glenney)はアクセシブル・アイコン・プロジェクト(AIP: Accessible Icon Project)を共同で設立し、新しいアイコンをデザインし、障害のある人に焦点を合わせた、よりアクティブでポジティブなものに変えようとしている。インドのEnabling Unitなどいくつかの障害者団体はそれを支持しているが、Second Thoughts Connecticutなど、それを障害者差別だとして拒否している障害者団体もある。この修正ISAは、アメリカのニューヨーク州とコネチカット州で公式に使用されている。修正ISAはニューヨーク近代美術館の常設展示の中にある。
2015年5月、アメリカ連邦高速道路局は、道路標識に修正ISAを使用することを拒否した。これは、アクセシブルデザインのための連邦基準の策定を担当する米国アクセス委員会によって、採用・承認されていないというのが理由である。国際標準化機構も、ISO 7001に修正ISAを採用することを拒絶した。

## 符号位置
| 記号 | Unicode | JIS X 0213 | 文字参照         | 名称         |
| ---- | ------- | ---------- | ---------------- | ------------ |
| ♿   | U+267F  | -          | &#x267F; &#9855; | 車椅子マーク |

この文字を表示するためには、DejaVu Sansなどの対応フォントをインストールする必要がある。 